# 浙江大学工业技术研究院
浙江大学工业技术研究院是浙江大学的一所独立研究院，成立于2009年4月。

## 宗旨目标
研究院「围绕国家和区域工业的重大共性关键技术、先进集成技术需求，致力于创新发展新型政产学研合作机制与模式，集聚国内外创新资源，建设符合综合性研究型创新型大学特点的工业技术创新服务体系，主动对接国家战略部署和地方工业发展目标，推进工业技术开发与创业孵化的紧密结合，实现工业技术转移与风险投资的紧密结合，加快工业科技成果的集成化、产业化和国际化步伐。」